# Вебер, Корнелис
Корнелис Вебер (нидерл. Cornelis Weber; 7 декабря 1899, Банда-Ачех — 28 мая 1995, Хемстеде, Северная Голландия) — нидерландский фехтовальщик-шпажист. Участник летних Олимпийских игр 1936 года.

## Биография
Корнелис Вебер родился 7 декабря 1899 года в городе Банда-Ачех в Нидерландской Ост-Индии (сейчас Индонезия).
В 1936 году вошёл в состав сборной Нидерландов на летних Олимпийских играх в Берлине. В личном турнире шпажистов занял 4-е место в группе 1/8 финала, победив Иоана Миклеску-Прэеску из Румынии (3:0), Рикардо Ромеро из Чили (3:1) и Моасира Данхема из Бразилии (3:1), уступив Франко Риккарди из Италии (2:3) и Оге Лайдерсдорффу из Дании (2:3). В четвертьфинальной группе занял 9-е место, победив Пребена Кристиансена из Дании (3:1), завершив вничью поединки с Иоаном Миклеску-Прэеску (3:3) и Франсуа Дюре из Швейцарии (3:3), уступив Хансу Дракенбергу из Швеции (1:3), Роману Кантору из Польши (0:3), Раймону Стассу из Бельгии (1:3), Саверио Раньо из Италии (1:3) и Иану Кэмпбеллу-Грею из Великобритании (1:3). 
В командном турнире шпажистов сборная Нидерландов, за которую также выступали Николас ван Хорн, Ян Схеперс и Виллем Дриберген в группе 1/8 финала победила Данию (8:6), в четвертьфинальной группе заняла 3-е место, победив Египет (11:4) и уступив Германии (4:9) и Швеции (7:9).
Умер 28 мая 1995 года в нидерландском городе Хемстеде.